# 松室重光
松室 重光（まつむろ しげみつ、1873年〈明治6年〉4月26日 - 1937年〈昭和12年〉1月30日）は、京都を中心に多くの建築物の設計を手がけた建築家。ネオ・ルネサンス様式の名建築として知られる京都府庁舎旧本館や、京都ハリストス正教会聖堂などの設計などで知られる。
京都府技師として新築設計を手がける一方で、京都の社寺建築の修復・保存にも実績を残したが、部下の汚職に連座したとして官職を辞す。その後は九州鉄道技師を経て、恩師・辰野金吾の推薦により関東州（旅順・大連地域）の行政機関である関東都督府民政部に着任した。1908年3月の着任から近藤伊三郎が部下となる1916年8月までの8年間は、民政部土木課の唯一人の建築技師だった。この期間に関東都督府が建設した20件を超す建築物の殆どに設計者として関わったと見られ、16件については自筆のスケッチが残されている。

## 経歴
- 1873年（明治6年）京都府愛宕郡下鴨村（現・京都市）に生まれる。実家の松室家は代々松尾大社、月読神社の神官を務めた家系[1]。
- 1894年（明治27年）第三高等中学校を経て、東京帝国大学造家学科に入学
- 1897年（明治30年）東京帝国大学造家学科を卒業

大学院に進学し、在籍のまま京都市の嘱託技師となる
- 1898年（明治31年）京都府技師となる
- 1904年（明治37年）京都府を退職
- 1905年（明治38年）九州鉄道株式会社技師となる
- 1908年（明治41年）関東都督府技師となる
- 1917年（大正6年）土木課長に就任
- 1920年（大正9年）満洲建築協会の初代会長に就任
- 1922年（大正11年）関東都督府を依願退職
- 1923年（大正12年）大阪電気博覧会嘱託となる
- 1927年（昭和2年）片岡建築事務所に入所
- 1930年（昭和5年）松室建築事務所を開設
- 1937年（昭和12年）逝去

## 主な作品
| 名称                     | 年                 | 所在地       | 国   | 状態       | 備考2                      |
| ------------------------ | ------------------ | ------------ | ---- | ---------- | -------------------------- |
| 京都市武徳殿             | 1899年（明治32年） | 京都市左京区 | 日本 | 重要文化財 |                            |
| 京都ハリストス正教会聖堂 | 1901年（明治33年） | 京都市中京区 | 日本 | 重要文化財 |                            |
| 京都府庁舎旧本館         | 1904年（明治36年） | 京都市上京区 | 日本 | 重要文化財 |                            |
| 琵琶湖疏水水利事務所     | 1904年（明治36年） | 京都市       | 日本 | 現存せず   |                            |
| 博多駅（2代目）          | 1909年（明治42年） | 福岡市博多区 | 日本 | 現存せず   |                            |
| 旧関東逓信局             | 1917年（大正6年）  | 大連市       | 中国 |            | 現・大連市郵政局           |
| 関東都督府博物館         | 1918年（大正7年）  | 大連市       | 中国 |            | 現・旅順博物館             |
| 旧大連市役所             | 1920年（大正9年）  | 大連市       | 中国 |            | 現・中国工商銀行大連市分行 |
| 旧武田長兵衛商店本店     | 1928年（昭和3年）  | 大阪市中央区 | 日本 |            | 現・武田道修町ビル         |
| 旧武田長兵衛邸           | 1931年（昭和6年）  | 兵庫県神戸市 | 日本 |            | 現・武田史料館             |